# الصهریه
الصهریه (به عربی: الصهریة) یک روستا در سوریه است که در ناحیه قلعه المضیق واقع شده‌است. الصهریه ۹۵۹ نفر جمعیت دارد.